# Arkanos
Arkanos es una banda de Heavy metal oriunda de La Paz, surgida en el año 2000. Son considerados uno de los mejores grupos de metal en su país y han compartido escenario con bandas como Grim Reaper, Barón Rojo, Mägo de Oz , y muchas otras.

## Historia
Arkanos surge dentro de la escena Underground de Bolivia, el año 2000.  El año 2003 graban su primer álbum de estudio, "La Cruz En La Espada", cuya temática es el descubrimiento y  la conquista del Nuevo Mundo. El año 2006  graban "Tierra de Héroes", que esta vez toca la temática de la independencia Sudamericana y el 2012 "Más Allá de las Columnas de Hércules", este último disco   fue editado en Argentina por el legendario "Metalica Zine"
Sus líricas se caracterizan por rescatar la historia de Sudamérica, teniendo además un  sentido contestatario de la sociedad de consumo y sus círculos egoístas, realzando valores como la solidaridad, la justicia social, la libertad, y la lucha contra el sistema, desterrando actitudes superficiales, codiciosas y discriminatorias, todo en aras de una verdadera búsqueda de la identidad personal, libre de prejuicios y estereotipos propios de una sociedad  conservadora.

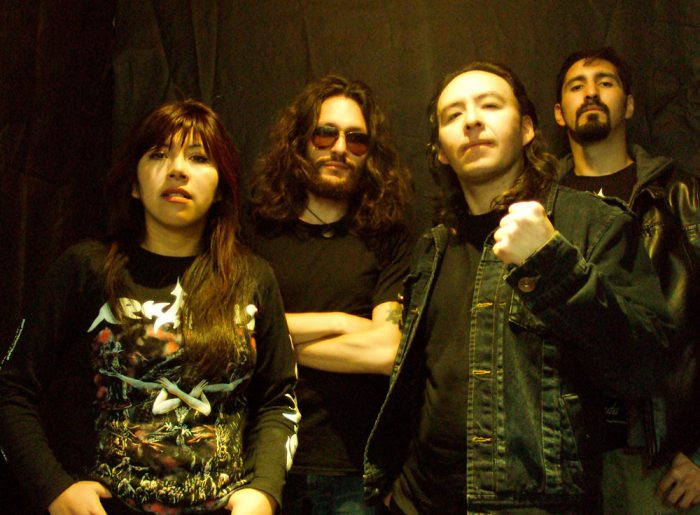
Arkanos, banda de Heavy Metal Boliviano

Su estilo musical es  Heavy metal, presente en el sonido de las guitarras, de la voz y en su conjunto.
También se presentaron en festivales de metal fuera de su país como Perú, Argentina y Uruguay.

## Formación Actual
La actual conformación del grupo es la siguiente:
- Fisher Pérez (Voz, Bajo)
- Alfredo Paredes (Guitarra)
- Patricia Velasco (Guitarra)
- Sergio Durán (Batería)
- Alejandra Velasco (Teclados)

## Discografía
Oficial:

### La Cruz En La Espada- 2003
- 1.- La Cruz en la Espada
- 2.- 1.ª. Parte La dama del Lago
- 3.- 2.ª. Parte Hacia un nuevo mundo
- 4.- 3.ª. Parte Esclavitud de Abia Yala
- 5.- Fuego y dolor
- 6.- Esclavos de Satán
- 7.-La era final
- 8.- Oscuridad
- 9.- Ira del metal
- 10.- Legend of immortals (Bonus Track)

### Tierra de Héroes- 2006
- 1.- Vientos de Libertad
- 2.- Exilio
- 3.- Hijo de Dos Sangres
- 4.- Sangre de Héroes
- 5.- Cruenta Soledad
- 6.- Andes Letal
- 7.- Gloria
- 8.- Vencer o morir
- 9.- Héroes Anónimos
- 10.- Nunca me Rendiré
- 11.- Crepúsculo
- 12.- Abya Yala Será Libre

### Más allá de las Columnas de Hércules- 2012
- 1.- El Hijo de la Hechicera
- 2.- Odisea del Dragón
- 3.- Emperador de los Montes
- 4.- Metal Infernal
- 5.- Sombras del Mal
- 6.- Abismo de Dolor
- 7.- Tierra sin Paz
- 8.- Socorredles del Infierno
- 9.- Mi inferna ley, el Heavy Metal es
- 10.- Danza Fantasma
- 11.- Centurias de Libertad
- 12.- Arkanos

## Cooperaciones
- Bellout Acustic - Revoluciones - 2004

Disco Compilatorio de bandas Bolivianas.
- Resurgir - “Metal sin Fronteras” - 2008

Disco Compilatorio de bandas metaleras de Sudamérica hecha por el fanzine boliviano “Resurgir”.
Tema de Arkanos:
"Hijo de Dos Sangres" - 6:13

## Enlaces
- http://www.arkanos.org/ - Sitio Oficial de la Banda
- Facebook/ arkanosbolivia
- http://www.myspace.com/arkanosbolivia - Perfil de My Space de la Banda

- Datos: Q5704276